# Охранителна дейност
Охранителна дейност е дейността извършвана с цел защита на определено лице, група лица или обекти. Осъществява се от охранителни екипи, които имат за задача да извършат анализ на обстановката, преценка на степента на риск, възможните начини за нападение и тяхното неутрализиране, избиране на безопасни маршрути за придвижване и др.
Хората, които извършват охранителна дейност, се наричат охранители, телохранители, пазачи, бодигардове и т.н. В България дейността на охранителите е законово регламентирана от „Закон за частната охранителна дейност“. Държавната структура, която отговаря за охраната на VIP-държавниците е НСО. Друга държавна структура занимаваща се охрана е „Охрана на съдебната власт“. Национална полиция осъществява охраната на обществения ред.
Според сега действащото законодателство, за да може едно лице да работи като охранител в частна охранителна фирма се изискват няколко основни условия:
- да е пълнолетно лице с българско гражданство
- да не е осъждано /изисква се свидетелство за съдимост/
- да не е следствено /изисква се документ от следствена служба по местоживеене/
- да не страда от психическо заболяване и да е преминало успешно психотест за пригодност за осъществяване на ЧОД
- да няма данъчни задължения
- да е преминало курс и да е положило изпит за правоспособност за боравене с оръжие
- да е преминало курс на първоначална подготовка, където получава основни знания за медицинска помощ, действия при пожар, запознаване със закона за частната охранителна дейност.

Освен охранителните фирми, такава дейност се осъществява и от „звената за сигурност“ /ведомствената охрана/ на фирмите.